# Józef Rajmund Schmidt
Józef Rajmund Schmidt (ur. 12 sierpnia 1866 w Tarnopolu, zm. 17 września 1930 tamże) – prawnik, sędzia, poseł na Sejm Krajowy Galicji X kadencji.

## Życiorys
Był synem Rajmunda Schmidta, adwokata, burmistrza Tarnopola i jego żony Emilii Wurst. Ukończył C. K. Gimnazjum w Brzeżanach, a następnie studia prawnicze na Uniwersytecie Lwowskim, uzyskując tytuł doktora praw. Od 1902 pracował jako sędzia w Tarnopolu, w latach 1902-1906 pełniąc również funkcję zastępcy prokuratora miasta. Był prezesem Towarzystwa Gimnastycznego "Sokół", działał w Towarzystwie Ochrony Polskiego Handlu i Przemysłu, był członkiem Stronnictwa Narodowo-Demokratycznego. W połowie 1913 pokonał w wyborach dotychczasowego posła Emila Michałowskiego i został wybrany posłem na Sejm Krajowy Galicji X kadencjai w III kurii, okręg Tarnopol. Po wybuchu I wojny światowej wyjechał do Wiednia, gdzie przebywał do 1917. Po powrocie współzałożyciel Organizacji Narodowej na powiat tarnopolski, a następnie reprezentant Polskiej Komisji Likwidacyjnej. 29 marca 1919 aresztowany przez Ukraińców i osadzony w Kolegium Jezuitów zamienionym na więzienie, a następnie w Złoczowie, skąd w czasie odwrotu wojsk ukraińskich uciekł do Lwowa. W latach 1919–1921 komisarz rządowy Rady Powiatowej w Tarnopolu, w kwietniu 1929 radny miasta Tarnopola.